# Coprophanaeus abas
Coprophanaeus abas là một loài bọ cánh cứng trong họ Bọ hung (Scarabaeidae).